# Henry Gill

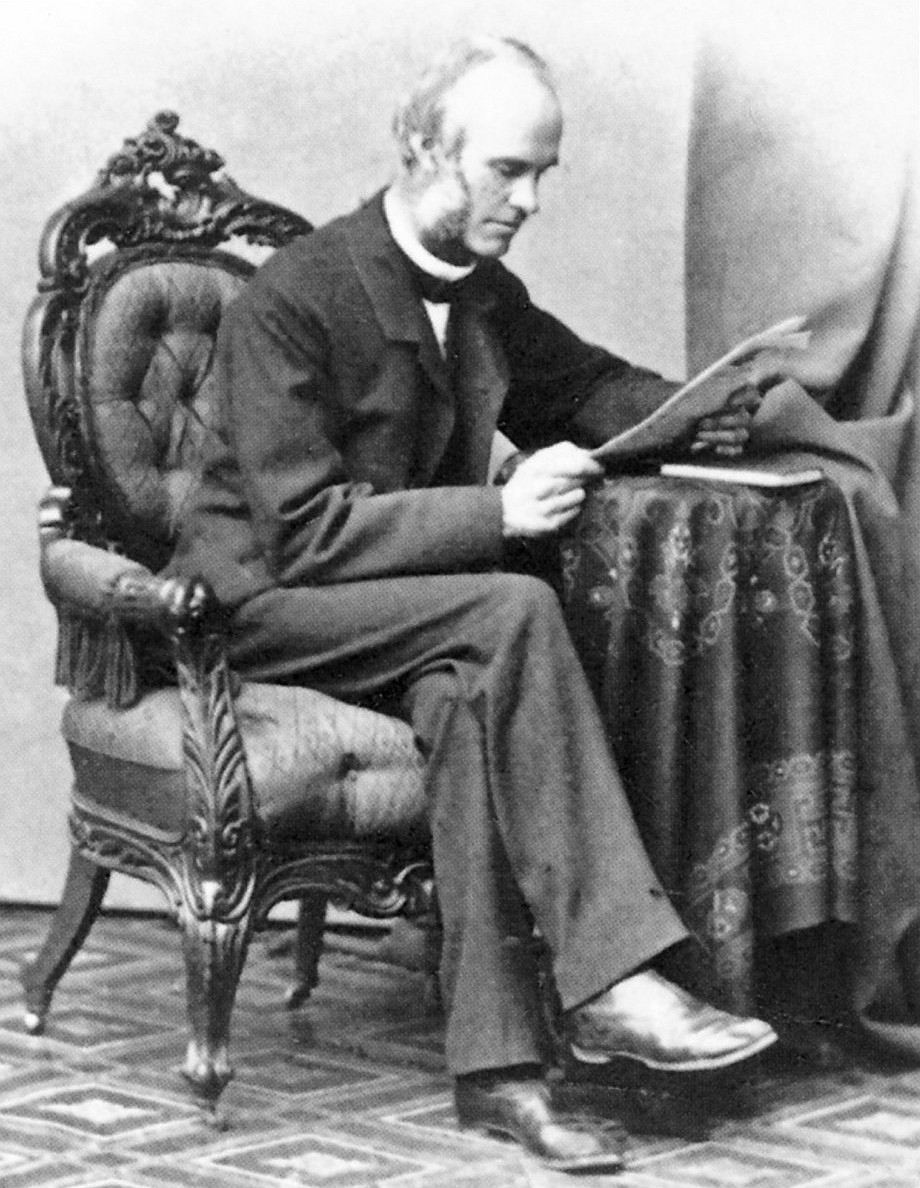
Henry Gill (um 1890)

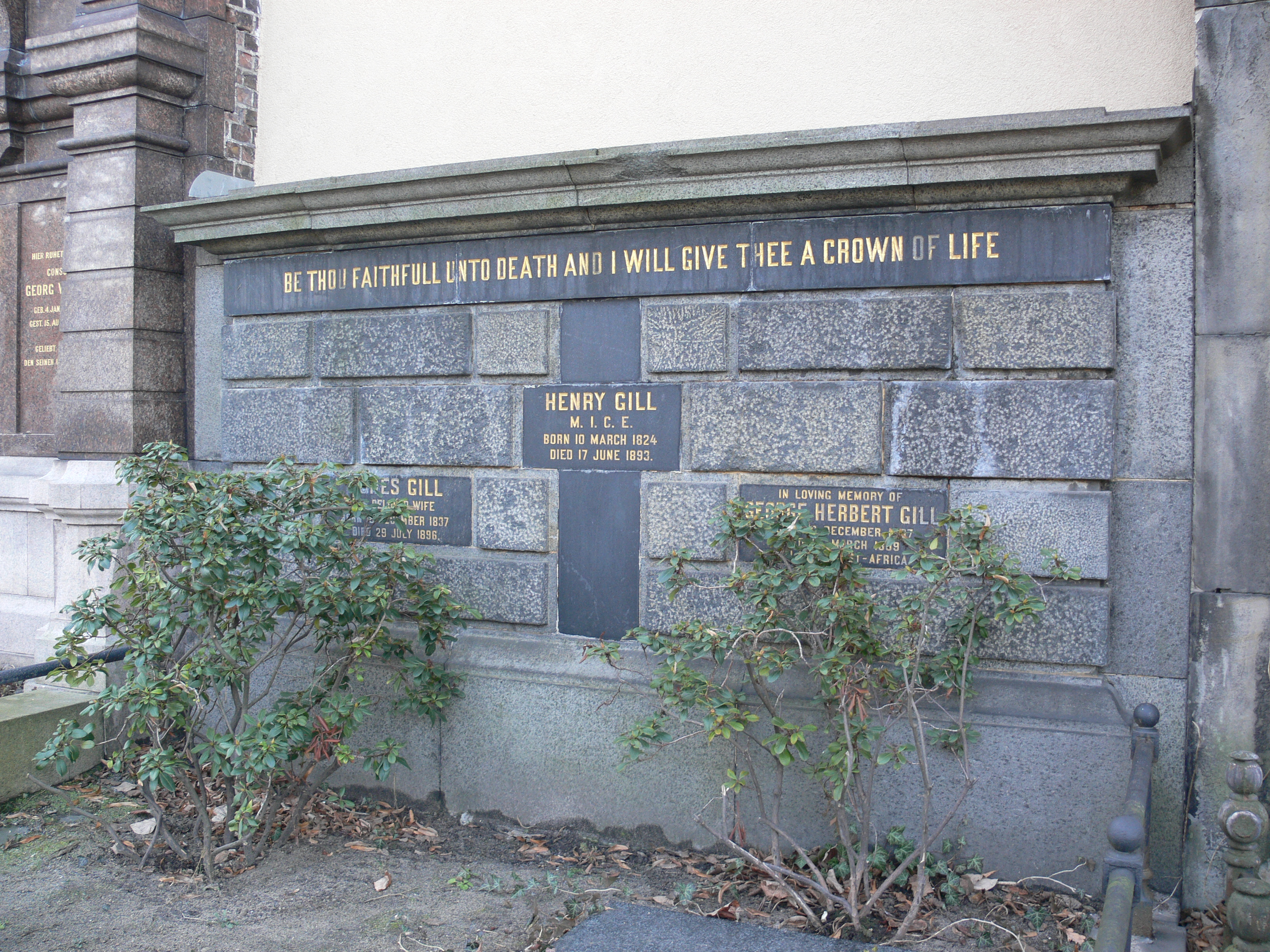
Grab von Henry Gill

Henry Gill (* 10. März 1824 in Rye; † 17. Juni 1893 in Berlin) war ein britischer Bauingenieur. Er schuf als Wasserwerksdirektor die Grundlagen der Berliner Wasserversorgung.

## Leben
Henry Gill studierte in Putney (heute zum Londoner Stadtbezirk London Borough of Wandsworth gehörend) am College of Engineers Bauingenieurwesen. Seine erste Anstellung fand er nach Abschluss des Studiums bei der Great Northern Railway. Hierbei machte er sich vor allem durch die Ausführung schwieriger Tunnelbauten einen Namen.
Im Dezember 1852 schloss die Stadt Berlin mit den britischen Unternehmern Charles Fox und Thomas Russell Crampton einen Vertrag zur „Versorgung der Stadt Berlin mit fließendem Wasser“ ab. Den Briten wurde das Privileg der Wasserlieferung für 25 Jahre ab dem 1. Juli 1856 eingeräumt. Fox und Crampton gründeten anschließend zur Umsetzung die Berlin Waterworks Company. Noch 1853 wurde mit dem Bau des ersten Berliner Wasserwerks an der Spree vor dem Stralauer Tor begonnen. Die Bauleitung übte der britische Ingenieur John Moore aus, dem Henry Gill als direkter Mitarbeiter unterstand. Am 1. Januar 1854 wurde Gill zum Betriebsdirektor des Wasserwerks ernannt und blieb dauerhaft in Berlin. 1866, 1868 und 1872 wurde das Wasserwerk unter Gill ausgebaut, konnte mit dem steigenden Bedarf jedoch trotzdem nicht mithalten. Von den etwa 910.000 Einwohnern Berlins wurde zu dieser Zeit nur knapp die Hälfte mit Trinkwasser versorgt. Um den Ausbau zu beschleunigen, beschloss die Stadtgemeinde Berlin 1873, das Wasserwerk in eigene Verwaltung zu übernehmen.
Henry Gill wurde in den städtischen Dienst übernommen und blieb Direktor des nun städtischen Wasserwerks. Am Tegeler See wurde ein Grundstück für ein zweites Wasserwerk gefunden. Nach Gills Entwürfen wurde von 1875 bis 1877 das Wasserwerk Tegel errichtet und in den Jahren von 1883 bis 1886 um einen zweiten Bauabschnitt ergänzt. Neben den technischen Entwürfen für das Wasserwerk stellte Gill auch die Entwürfe für weitere Bauten auf, die zur Wasserversorgung benötigt wurden, so wie Zwischenpumpwerke und Wassertürme. Aber auch mit dem Tegeler Werk konnte angesichts des Wachstums der Stadt Berlin die Wasserversorgung nicht für die gesamte Bevölkerung sichergestellt werden. Dies gelang erst mit dem Bau des dritten Wasserwerks am Müggelsee, dem Wasserwerk Friedrichshagen, das von 1889 bis 1893 errichtet wurde. Die Inbetriebnahme erlebte Henry Gill jedoch nicht mehr, da er kurz zuvor starb.
Henry Gill wurde in Berlin auf dem Alten St.-Matthäus-Friedhof beigesetzt.

## Bauten
Die nachfolgenden Bauten wurden unter Gills Leitung in Berlin errichtet.
| Name                                | Standort                                  | Ortsteil        | Bauzeit              | Architekt                         | Bemerkungen    | Foto                         |
| ----------------------------------- | ----------------------------------------- | --------------- | -------------------- | --------------------------------- | -------------- | ---------------------------- |
| Wasserwerk Stralauer Thor           |                                           |                 | 1853–1856, 1866–1868 |                                   | nicht erhalten |                              |
| Hochbehälter auf dem Windmühlenberg | (Lage)                                    | Prenzlauer Berg | 1853–1856, 1858–1859 |                                   | Denkmalschutz  |                              |
| Wasserwerk Tegel                    |                                           |                 | 1875–1877, 1882–1887 |                                   | nicht erhalten |                              |
| Wasserturm Prenzlauer Berg          | Knaackstraße 23 (Lage)                    | Prenzlauer Berg | 1875–1877            |                                   | Denkmalschutz  | Wasserturm Prenzlauer Berg   |
| Zwischenpumpwerk Charlottenburg     | Spandauer Damm 148 (Lage)                 | Westend         | 1876–1877, 1885–1887 |                                   | Denkmalschutz  |                              |
| Wasserturm Tempelhofer Berg         | Kopischstraße 7 / Fidicinstraße 37 (Lage) | Kreuzberg       | 1887–1888            | Hugo Hartung und Richard Schultze | Denkmalschutz  | Wasserturm Tempelhofer Berg  |
| Wasserwerk Friedrichshagen          | Müggelseedamm 301–310 (Lage)              | Friedrichshagen | 1889–1893            | Richard Schultze                  | Denkmalschutz  | Wasserwerk Friedrichshagen   |
| Zwischenpumpwerk Lichtenberg        | Landsberger Allee 230 (Lage)              | Lichtenberg     | 1889–1893            | Richard Schultze                  | Denkmalschutz  | Zwischenpumpwerk Lichtenberg |

## Ehrungen
Am 1. Januar 1898 wurde in Berlin-Grunewald eine neu angelegte Straße nach Gill benannt.
Ende des 19. Jahrhunderts wurde zum Gedenken an Henry Gill auf dem Gelände des Wasserwerks Friedrichshagen eine Bronzebüste auf einem Steinsockel aufgestellt. Während der Sockel erhalten blieb, ist die Büste heute verschollen. 1987 wurde am Sockel eine Gedenktafel mit einem Relief Gills angebracht.
Sein Grab auf dem Alten St.-Matthäus-Friedhof war vom 1. Dezember 1992 bis 2017 als Ehrengrab der Stadt Berlin gewidmet.